# Liste gambischer Sportverbände
Die Liste gambischer Sportverbände ist eine Auflistung Sportverbände im westafrikanischen Staat Gambia.

## Olympische Sportarten
- Gambia Athletics Association, bis 2001 Gambia Amateur Athletics Association
- Gambia Basketball Federation (GBF), früher Gambia Basketball Association (GBA)
- Gambia Badminton Association
- Gambia Baseball Softball Federation (ehem. Gambia Softball Association)
- Gambia Boxing Association
- Gambia Cycling Association
- Gambia Football Federation (GFF), bis 2013 Gambia Football Association (GFA)
- Gambia Golf Association
- Gambia Handball Association
- Gambia Karate Association
- Gambia Kung-Fu Association
- Gambia Lawn Tennis Association
- Gambia Rugby Association
- Gambia Swimming Association (GSA), bis 2013 Gambia Swimming and Aquatic Sports Association (GSASA)
- Gambia Table Tennis Association
- Gambia Taekwondo Association
- Gambia Volleyball Association
- Gambia Weightlifting and Body Building Association
- Gambia Wrestling Association

## Nichtolympische Sportarten und Sonstiges
- Gambia Chess Federation (früher Gambia Chess Association)
- Gambia Cricket Association
- Gambia Combine Service Sports Association
- Gambia Deaf and Hard of Hearing Association
- Gambia Draught Association
- Gambia National Interdepartmental Sports Association
- Gambia National Paralympics Committee
- Gambia Primary School Sports Association
- Gambia Scrabble Association
- Gambia Secondary School Sports
- Gambia Special Olympics
- Gambia Sports Journalists’ Association/Sports Journalists’ Association of The Gambia (SJAG)
- Gambia Tug of War association